# Roberto Longo (Mathematiker)

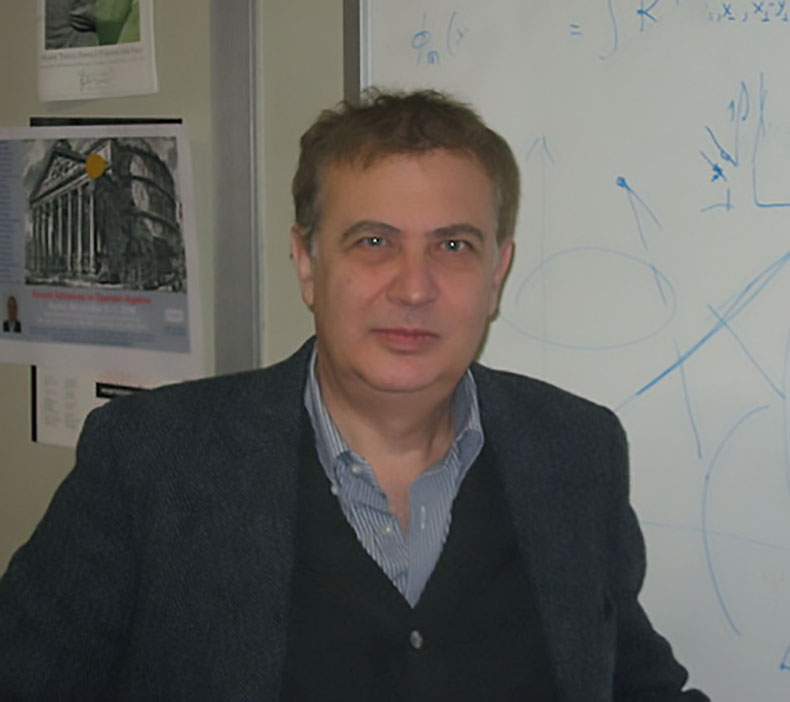
Roberto Longo, 2010

Roberto Longo  (* 9. Mai 1953 in Rom) ist ein italienischer mathematischer Physiker.

## Leben
Longo wurde 1975 an der Universität La Sapienza bei Sergio Doplicher in Mathematik promoviert (Tomita-Takesaki modular structure for AFD von Neumann algebras) und forschte dann für den nationalen italienischen Forschungsrat CNR in Rom. Als Post-Doktorand war er 1978/79 an der University of Pennsylvania und der University of California, Berkeley. 1977 wurde er Assistenzprofessor an der Universität Rom La Sapienza und 1980 außerordentlicher Professor. 1987 wurde er ordentlicher Professor für Funktionalanalysis an der Universität Tor Vergata in Rom. Seit 2009 ist er Direktor des damals neu gegründeten Zentrums für mathematische und theoretische Physik in Rom.
Er war Gastprofessor und Gastwissenschaftler in Marseille beim CNRS, am MSRI, in Harvard, am MIT und an der Universität Göttingen.

## Werk
Er befasst sich mit axiomatischer Quantenfeldtheorie, konformen Feldtheorien und Operatoralgebren. Zu seinen Ergebnissen zählen:
- Lösung der Stone-Weierstraß-Vermutung für Faktorzustände von C*-Algebren (unabhängig von Sorin Popa)
- seine Arbeit mit Sergio Doplicher über Split-Inklusionen von von-Neumann-Algebren
- Beziehung zwischen dem Jones-Index und der statistischen Dimension (nach Doplicher-Haag-Roberts) in Quantenfeldtheorien
- konforme PCT und Spin-Statistik-Theoreme (mit D. Guido)
- Ein Analogon der Kac-Wakimoto-Formel und Quantisierung der Entropie schwarzer Löcher
- Dualität von endlich-dimensionalen Hopf-Algebren und Subfaktoren.
- Topologische Sektoren von zyklischen Orbifold-Modellen (mit F. Xu, Victor Kac)
- Algebraische Formulierung von konformen Feldtheorien am Rand (mit K.-H. Rehren)
- Vollständige Rationalität und Modularität von Darstellungen in konformen Feldtheorien (mit Y. Kawahigashi, M.Müger)
- Klassifikation lokaler konformer Netze mit zentraler Ladung {\displaystyle c<1} (mit Y. Kawahigashi)
- Rand-Quantenfeldtheorie-Netze von von-Neumann-Algebren (mit Edward Witten)
- Teilchen mit unendlichem Spin sind nicht kompakt lokalisierbar und erscheinen nicht in lokalen Theorien (mit Vincenzo Morinelli, K.-H. Rehren)
- Definition und Berechnung der in einer Welle enthaltenen Information (mit F.Ciolli, G. Ruzzi)
- Endlichkeit der von-Neumann-Entropie in konformen Feldtheorien (mit F. Xu), Landauer-Schranke für unendliche Systeme
- Arbeiten über Nicht-Gleichgewichts-Thermodynamik und konforme Feldtheorien (mit S. Hollands)
- Masselose modulare Hamilton-Funktion (mit G. Morsella)

## Ehrungen und Mitgliedschaften
1993 bis 1996 war er Professor der Accademia dei Lincei. 2014 erhielt er einen Humboldt-Forschungspreis. 2021 erhielt er den Mathematik-Preis der Accademia dei XL und wurde Mitglied der Academia Europaea.
Er war 1994 eingeladener Sprecher auf dem ICM in Zürich (Von Neumann algebras and quantum field theory) und mehrfach eingeladener Sprecher auf den Internationalen Kongressen für mathematische Physik (ICMP) (1981 (Modular Automorphisms of Local Algebras in Quantum Field Theory), 1988 (Inclusions of Von Neumann Algebras and Quantum Field Theory), 1994 (Inclusions of von Neumann algebras and superselection structures), 2003, Plenarsprecher 2009). 2004 hielt er die Andrejewski-Vorlesung in Göttingen (Operator algebras and index theorems in quantum field theory). 2008 und 2015 erhielt er einen ERC Advanced Grant. 2013 wurde er Fellow der American Mathematical Society.

## Schriften (Auswahl)
- mit P. D. Hislop: Modular structure of the local algebras associated with the free massless scalar field theory, Comm. Math. Phys., Band 85, 1982, S. 71–85
- mit S. Doplicher: Standard and split inclusions of von Neumann algebras, Inventiones Mathematicae, Band 75, 1984, S. 493–536
- Solution of the factorial Stone-Weierstrass conjecture. An application of the theory of standard split W*-inclusions, Inventiones Mathematicae, Band 76, 1984, S. 145–155
- mit Detlev Buchholz, S. Doplicher: On Noether's theorem in quantum field theory, Annals of Physics, Band 170, 1986, S. 1–17
- Index of subfactors and statistics of quantum fields, Teil 1, Comm. Math. Phys., Band 126, 1989, S. 217–247, Teil 2 (Correspondences, braid group statistics and Jones polynomial), Band 130, 1990, S. 285–309
- mit D. Guido: Relativistic invariance and charge conjugation in quantum field theory, Comm. Math. Phys., Band 148, 1992, S. 521–551
- mit Romeo Brunetti, D. Guido: Modular structure and duality in conformal quantum field theory, Comm. Math. Phys., Band 156, 1993, S. 201–219
- A duality for Hopf algebras and for subfactors, Teil 1, Comm. Math. Phys., Band 159, 1994, S. 133–150
- mit D. Guido: An algebraic spin and statistics theorem, Comm. Math. Phys., Band 172, 1995, S. 517–553
- mit Karl-Henning Rehren: Nets of subfactors, Reviews in Mathematical Physics, Band 7, 1995, S. 567–597
- mit Daniel Guido: The conformal spin and statistics theorem, Comm. Math. Phys., Band 181, 1996, S. 11–35
- mit John E. Roberts: A theory of dimension, K-Theory, Band 11, 1997, S. 103–159
- An analogue of the Kac-Wakimoto formula and black hole conditional entropy, Comm. Math. Phys., Band 186, 1997, S. 451–479.
- mit D. Guido, H. Wiesbrock: Extensions of Conformal Nets and Superselection Structures, Comm. Math. Phys., Band 192, 1998, S. 217–244
- mit Yasuyuki Kawahigashi, Michael Müger: Multi-Interval Subfactors and Modularity of Representations in Conformal Field Theory, Comm. Math. Phys., Band 219, 2001, S. 631–669
- mit D. Guido, J. E. Roberts, R. Verch: Charged sectors, spin and statistics in quantum field theory on curved spacetimes, Reviews in Mathematical Physics, Band 13, 2001, S. 125–198
- mit R. Brunetti, D. Guido: Modular localization and Wigner particles, Reviews in Mathematical Physics, Band 14, 2002, S. 759–785
- mit Y.Kawahigashi: Classification of local conformal nets: Case c < 1, Annals of Mathematics, Band 160, 2004, S. 493–522
- mit Victor Kac, Feng Xu: Solitons in affine and permutation orbifolds, Comm. Math. Phys., Band 253, 2004, S. 723–764
- mit Edward Witten: An Algebraic Construction of Boundary Quantum Field Theory, Comm. Math. Phys., Band 303, 2011, S. 213–232
- mit Vincenzo Morinelli, K.-H. Rehren: Where Infinite Spin Particles Are Localizable, Comm. Math. Phys., Band 345, 2016, S. 587–614 |
- mit Sebastiano Carpi, Yasuyuki Kawahigashi, Mihaly Weiner: From vertex operator algebras to conformal nets and back, Memoirs of the American Mathematical Society, Band 254, 2018
- mit S. Hollands: Non-equilibrium Thermodynamics and Conformal Field Theory, Comm. Math. Phys., Band 357, 2018, S. 43–60.
- mit Fabio Ciolli, Giuseppe Ruzzi: The information in a wave, Comm. Math. Phys., Band 379, 2019, S. 979–1000
- mit F. Xu: Von Neumann Entropy in QFT, Comm. Math. Phys.Band 381, 2021, S. 1031–1054.